# N-Bromsuccinimid
N-Bromsuccinimid, meist kurz als NBS bezeichnet, ist das am Stickstoff bromierte Imid der Bernsteinsäure.

## Gewinnung und Darstellung
NBS kann durch Bromierung von Succinimid mit elementarem Brom in Gegenwart von einem Natronlauge/Eis Gemisch hergestellt werden. Die Ausbeute beträgt dabei bis zu 81 %.

## Eigenschaften
N-Bromsuccinimid ist ein weißes, kristallines Pulver, das schwach bromartig riecht. Es ist in Wasser wenig, aber in den meisten organischen Lösungsmitteln gut löslich. 
| Lösungsmittel           | Löslichkeit (in Ma%) |
| ----------------------- | -------------------- |
| Dichlormethan           | 2                    |
| Ethylacetat             | 3                    |
| N,N-Dimethylformamid    | >30                  |
| Acetonitril             | 16                   |
| Methylethylketon        | 6                    |
| Tetrahydrofuran         | 9                    |
| 2-Methyltetrahydrofuran | 3                    |

Einige Lösungsmittel, wie Tetrahydrofuran, N,N-Dimethylformamid, N,N-Dimethylacetamid, N,N-Dimethylpropionamid, N-Methyl-2-pyrrolidon und Ethylacetat sind gegenüber NBS nicht inert und gehen bei erhöhter Temperatur exotherme Reaktionen ein. Mit 2-Methyltetrahydrofuran kann schon bei Temperaturen kurz oberhalb von Raumtemperatur eine Zersetzungsreaktion anlaufen.  NBS ist nicht stabil und sollte unter Lichtausschluss bei 2–8 °C gelagert werden. Bei starker mechanischer und/oder thermischer Beanspruchung kann NBS explosionsartig in Brom und nitrose Gase zerfallen. Eine DSC-Messung zeigt ab 252 °C eine stark exotherme Zersetzungsreaktion mit einer Wärmetönung von −393 kJ·kg−1 bzw. −70 kJ·mol−1.
Aufgrund der relativ zum Brom höheren Elektronegativität des Stickstoffs, noch verstärkt durch die beiden nebenstehenden Carbonylgruppen, ist die N–Br-Bindung polarisiert. Dabei ist das Brom Träger einer partiell positiven Ladung und kann leicht abgespalten werden. Daher wird NBS in der organischen Chemie vielseitig verwendet.

## Verwendung
In der Fachliteratur werden im Wesentlichen drei Anwendungen beschrieben:
Regioselektive Bromierung
NBS reagiert im Licht mit allylischen und benzylischen Protonen unter Substitution. Diese Reaktion ist als Wohl-Ziegler-Reaktion bekannt. Elementares Brom reagiert hingegen unter Addition mit den zugehörigen
Alkenen oder unter Kernsubstitution mit den Aromaten.
Oxidation
NBS in wässrigem Dioxan ist ein außerordentlich selektives Oxidationsmittel. Im Gegensatz zu Reagenzien wie dem Cornforth-Reagenz (PDC) und Pyridiniumchlorochromat (PCC) werden sekundäre Alkohole bevorzugt vor
primären Alkoholen in sehr guten Ausbeuten oxidiert.
Bromhydrin-Bildung
Alkene reagieren in wässrigem Dimethylsulfoxid (DMSO) mit NBS unter Bildung von Bromhydrinen (Dalton-Reaktion). Diese sind wichtige Edukte für die Bildung von Epoxiden.
In wasserfreiem DMSO erhält man hingegen Bromketone. Aus Enolethern entstehen α-Bromcarbonsäureester, die Edukte für die wichtige Reformatzki-Reaktion sein können.
In der Literatur werden zahlreiche andere Verwendungen beschrieben.